# Couto Mixto
Couto Mixto (en portuguès Couto Misto) va ser un microestat independent situat a la vall del riu Salas, al vessant nord de la serra de Larouco, entre Galícia i Portugal. Va ser construït per les aldees de Santiago, on es va establir la capital, Rubáis i Meaus (actualment As Maus). Ocupava una superfície de 26,9 km² i d'acord amb les estimacions del penúltim jutge, Delfín Modesto Brandón, tenia una població de no més de 1000 habitants entre el 1862 i el 1864.
No es coneix l'origen de la seva institució, lligada des de la Baixa Edat Mitjana al castell de Picoña, posteriorment vinculat a la casa de Bragança. En algun moment van crear un petit territori fronterer amb una organització propia comparable a la d'un estat sobirà, que no estava lligat ni a la corona de Portugal ni a la d'Espanya. Entre els drets i privilegis del Couto Mixto hi havia l'asil als fugats de la justícia portuguesa o espanyola, no aportar soldats a cap dels dos regnes, l'exempció d'impostos, la llibertat de comerç de productes (com ara la sal, que era objecte d'estanc), llibertat de cultius (com ara el tabac, que era objecte d'estanc), llibertat per escollir la nacionalitat espanyola o portuguesa per als seus habitants i d'altres.
Aquesta situació tan antiga va ser qualificada com a anomalia i tant Espanya com Portugal van determinar unilateralment que no es podia mantenir perquè facilitava especialment el contraban i perquè al territori s'acollia a bandes de criminals. Amb la signatura i entrada en vigor del Tractat de Lisboa el 1868 els dominis del Couto Mixto van quedat sota la sobirania d'Espanya. Com a contrapartida, van passar a formar part de la sobirania de Portugal les anomenades aldees promiscues (Soutelinho da Raia, Cambedo i Lamadarcos). El territori del Couto Mixto incloïa una petita franja de terra deshabitada dedicada a la pastura que va quedar integrada al municipi portuguès de Montalegre.